# Enguserosambu
Enguserosambu ist ein Verwaltungsbezirk (Ward) des Distrikts Ngorongoro in der tansanischen Region Arusha.

## Geografie
Enguserosambu liegt im Norden von Tansania. Er grenzt im Norden an Kenia, im Osten an den Bezirk Kirangi, im Süden an Oloirien, im Südwesten an Orgosorok und im Westen an Oloipiri und Soitsambu.
Der Bezirk hat eine Fläche von 351 Quadratkilometern. Bei der Volkszählung 2022 lebten hier 13.555 Menschen in 2764 Haushalten.

## Gliederung
Enguserosambu besteht aus vier Gemeinden (Mtaa) mit vier Orten (Kitongoji):
| Enguserosambu - Enguserosambu | Ng'arwa - Ng'arwa | Naan - Naan | Orkiu Juu - Orkiu Juu |

## Wirtschaft und Infrastruktur
Der Enguserosambu Community Forest ist ein gemeinschaftlich verwalteter Wald. Das Gebiet wird von den Massai seit dem 15. Jahrhundert  bewohnt und als Weideland genutzt. Daneben gibt es große Wildtierpopulationen. Durch den Bevölkerungswachstum nahm auch der Viehbestand zu und es kommt vermehrt zu Konflikten zwischen den Viehzüchtern und der zunehmenden Investitionen in Wildtierressourcen. Ein Ansatz zur Konfliktlösung ist die Übertragung der Waldnutzungsrechte an lokale und indigene Gemeinschaften.